# D’Sound
D’Sound ist eine norwegische Pop-Band mit den Mitgliedern Mirjam Omdal (Gesang), Kim Ofstad (Schlagzeug) und Johnny Sjo (Bassgitarre). Der Musikstil der Band wird allgemein dem Acid Jazz zugeordnet.

## Werdegang
Die Band wurde 1993 gegründet und veröffentlichte ihr Debütalbum drei Jahre später. 1994 trat sie beim Oslo Rockefestival in Youngstorvet zum ersten Mal in der Öffentlichkeit auf.
Kim Ofstad hatte die Band während der Aufnahmen zum (im Jahre 2010 erschienenen) Album Starts and Ends verlassen, ist aber seit den Aufnahmen zum 2014 erschienenen Album Signs wieder Mitglied der Gruppe.
1998 gewann die Band den norwegischen Spellemannpris. Im Jahre 2011 veröffentlichten sie zusammen mit der Sängerin Anneli Drecker die Benefiz-Single Unseen.
Im Juni 2018 verließ Simone Eriksrud die Band nach 25 Jahren und wurde durch Mirjam Johanne Omdal ersetzt.
2019 trat die Band mit ihrem Lied Mr. Unicorn beim norwegischen ESC-Vorentscheid Melodi Grand Prix an. Sie schaffte es nicht, sich für die Runde der zwei besten Beiträge zu qualifizieren.
2021 schloss sich Simone Eriksrud der Band wieder an.

## Diskografie
- Spice of Life, 1996
- Beauty Is a Blessing, 1998, 1999
- Talkin’ Talk, 2001
- Doublehearted, 2003
- Smooth Escapes - The Very Best of D'Sound, 2004
- My Today, 2006
- Starts and Ends, 2010
- Signs, 2014
- Mr. Unicorn, 2019
- 25, 2022